# Seewehr
Als Seewehr bezeichnet man eine Reserveorganisation der Marine eines Landes.

## Seewehr in Deutschland
Die Marine des Norddeutschen Bundes bestand aus der Flotte und der Seewehr. Die Seewehr war das Gegenstück zur Landwehr beim Heer. Die Wehrpflichtigen hatten drei Jahre aktiven Dienst zu leisten, daran schlossen sich vier Jahre in der Reserve und weitere fünf Jahre in der Seewehr an. Im Deutsch-Französischen Krieg war zeitweilig überlegt worden, durch eine freiwillige Seewehr Schiffe als Hilfskreuzer auszustatten und zum Kaperkrieg einzusetzen.
Die Regelungen für die Marine des Norddeutschen Bundes wurden 1871 für die Kaiserliche Marine übernommen. Aufgrund der Beschränkungen des Versailler Vertrags wurde die Seewehr nach dem Ende des Ersten Weltkriegs aufgelöst.

## Situation in anderen Ländern
In vielen anderen Ländern gab es im 19. und 20. Jahrhundert ebenfalls Seewehr-Organisationen, so in Griechenland den Niederlanden, Russland, Schweden und in Österreich-Ungarn.
In Dänemark gibt es bis heute eine Marineheimwehr (Marinehjemmeværnet). Zu ihren Aufgaben gehören die Überwachung von Fahrwassern und Umwelt sowie die Seerettung.